# Мишлен Калми-Ре
Мишлен Калми-Ре (Сион, 8. јул 1945) је швајцарска политичарка. Од 2002. до 2012. је била шеф швајцарског Савезног одељења спољних послова (швајцарског министарства спољних послова) и председник Швајцарске Конфедерације за 2007. Чланица је Социјалне-демократске партије Швајцарске (СП).